# Heliotropium oliverianum
Heliotropium oliverianum är en strävbladig växtart som beskrevs av Schinz. Heliotropium oliverianum ingår i Heliotropsläktet som ingår i familjen strävbladiga växter. Inga underarter finns listade i Catalogue of Life.